# أكرم عمانوئيل
أكرم عمانوئيل ( 1969-)، لاعب كرة قدم عراقي سابق. كانت بدايته مع الفئات العمرية لنادي القوة الجوية وفي موسم 1987-1988 تمت إعارته إلى نادي الجيش حيث كان يلعب رأس حربة مع المهاجم الهداف رحيم حميد، وفي نفس الوقت كان المدرب يعتمد عليه كصانع ألعاب. وفي موسم 1991-1992 عاد إلى ناديه الذي بدأ فيه القوة الجوية، حيث مثل الفريق لمده ثمانية مواسم ولعب في الدوري اللبناني مع الإخاء الأهلي عاليه لموسمين في فترة التسعينات.